# ژان پیر بروکاتو
ژان پیر بروکاتو (انگلیسی: Jean-Pierre Brucato; ۷ آوریل ۱۹۴۴ – 1998) بازیکن فوتبال اهل فرانسه بود.
از باشگاه‌هایی که در آن بازی کرده‌است می‌توان به باشگاه فوتبال آژاکسیو، باشگاه فوتبال رن، باشگاه فوتبال استاد رنس، و باشگاه فوتبال آنژه اشاره کرد.